# Aeroportul Panzhihua Bao'anying
Aeroportul Panzhihua Bao'anying (IATA: PZI, ICAO: ZUZH) este un aeroport din Dongqu⁠(d), Panzhihua⁠(d), Sichuan, Republica Populară Chineză ce deservește zona Panzhihua⁠(d). Aeroportul a fost tranzitat în 2022 de 262.827 de pasageri. A fost numit după zona deservită.
Situat la o altitudine de 1.980 m, aeroportul dispune de o singură pistă.